# Вест-Мілфорд (Нью-Джерсі)
Вест-Мілфорд (англ. West Milford) — селище (англ. village) в США, в окрузі Пассаїк штату Нью-Джерсі. Населення — 24 862 особи (2020).

## Демографія
Згідно з переписом 2010 року, у селищі мешкало 25 850 осіб у 9625 домогосподарствах у складі 7080 родин. Було 10419 помешкань
Расовий склад населення:
| - 94,1 % — білих - 1,4 % — чорних або афроамериканців - 1,3 % — азіатів - 0,5 % — корінних американців - 1,1 % — осіб інших рас |

До двох чи більше рас належало 1,7 %. Частка іспаномовних становила 5,8 % від усіх жителів.
За віковим діапазоном населення розподілялося таким чином: 22,4 % — особи молодші 18 років, 65,0 % — особи у віці 18—64 років, 12,6 % — особи у віці 65 років та старші. Медіана віку мешканця становила 42,7 року. На 100 осіб жіночої статі у селищі припадало 98,4 чоловіків;  на 100 жінок у віці від 18 років та старших — 96,8 чоловіків також старших 18 років.
Середній дохід на одне домашнє господарство  становив 108 807 доларів США (медіана — 98 556), а середній дохід на одну сім'ю — 122 424 долари (медіана — 109 530). Медіана доходів становила 75 329 доларів для чоловіків та 54 991 долар для жінок. За межею бідності перебувало 4,1 % осіб, у тому числі 3,2 % дітей у віці до 18 років та 4,7 % осіб у віці 65 років та старших.
Цивільне працевлаштоване населення становило 14 176 осіб. Основні галузі зайнятості: освіта, охорона здоров'я та соціальна допомога — 22,6 %, науковці, спеціалісти, менеджери — 13,1 %, роздрібна торгівля — 12,7 %.